# 8723 Azumayama
8723 Azumayama (1996 SL7) là một tiểu hành tinh vành đai chính được phát hiện ngày 23 tháng 9 năm 1996 bởi T. Okuni ở Nanyo.